# Tim Kruse
Tim Kruse (* 10. Januar 1983 in Mayen) ist ein deutscher Fußballtrainer und ehemaliger Fußballspieler.

## Karriere

### Verein
Tim Kruse begann das Fußballspielen in Hoffnungsthal beim TV Hoffnungsthal und wechselte dann zum Stadtclub Union Rösrath. 2000 ging er zu Bayer 04 Leverkusen und spielte dort in der B-Jugend und nach zwei Jahren in der A-Jugend. In diesen zwei Jahren stand er zweimal im Finale um die deutsche Juniorenmeisterschaft und holte einmal auch den Titel. Nach nur einem Jahr in der Jugend stand er außerdem im Kader der zweiten Mannschaft und kam fünf Mal in der Regionalliga Nord zum Einsatz. Sein zweites Jahr bei der Bayer-Werkself endete allerdings mit dem Abstieg in die Oberliga Nordrhein. Im Jahr darauf war er zwar Stammspieler und bestritt alle Saisonpartien, aber nachdem Leverkusen II 2004 den sofortigen Wiederaufstieg verpasst hatte, ging der defensive Mittelfeldspieler wieder zurück in die Regionalliga zu Fortuna Düsseldorf. Dort spielte er sich fest in die Mannschaft und war in seinem zweiten Jahr einer der Spieler mit den meisten Einsätzen für die Fortuna. Die Saison 2005/06 verlief allerdings durchwachsen für Kruse und er wirkte nur in 18 Partien mit.
Im Jahr darauf schloss er sich dann dem Regionalliga-Aufsteiger Rot-Weiß Oberhausen an und es gelang ihm mit dem Verein der Durchmarsch durch die Liga und der Aufstieg in den Profifußball. Von 2008 bis 2011 spielte er für die Oberhausener in der 2. Fußball-Bundesliga.
Nach dem Abstieg von RWO wechselte er im Sommer 2011 zum 1. FC Saarbrücken in die 3. Liga. In seinem dritten Jahr beim FCS wurde er in der Winterpause 2013/14 aussortiert und im Januar 2014 vom Ligakonkurrenten Hallescher FC verpflichtet. In der Saison 2014/15 gewann Kruse mit dem HFC den Sachsen-Anhalt-Pokal gegen den Oberligisten VfL Halle 1896. Für den Verein absolvierte er insgesamt 71 Ligaspiele und erzielte dabei fünf Tore. Auch in der Saison 2015/16 war er noch häufig Kapitän, stand aber bei 28 Ligaspielen nur 16 Mal in der Startelf.
Dennoch wechselte er in der Sommerpause 2016 zum FC Energie Cottbus, der zuvor aus der 3. Liga in die Regionalliga Nordost abgestiegen war. Zur Saison 2018/19 stieg Kruse mit dem FC Energie als Meister in die 3. Liga auf. Nach Saisonende beendete er seine aktive Karriere.

### Nationalmannschaft
Tim Kruse wurde in seiner Zeit bei Leverkusen auch in die U-20-Auswahl des Deutschen Fußball-Bundes berufen und spielte insgesamt sieben Mal im Nationaltrikot.

## Trainer
In der Hinrunde der Saison 2019/20 assistierte Kruse dem Trainerstab des Regionalligisten Energie Cottbus, indem er Videos von Spielen anfertigte und anschließende Videoanalysen vorbereitete. Nachdem Sebastian Abt im Januar 2020 den Trainerposten bei Energie Cottbus übernommen hatte, war Kruse als Co-Trainer im Verein tätig. Von Januar 2021 bis Februar 2022 trainierte er die U 17 von Energie Cottbus.
Seit September 2022 arbeitet Kruse als Verbandssportleher beim Fußball-Verband Mittelrhein.

## Titel / Erfolge
Bayer Leverkusen
- 2000: Deutscher A-Jugend-Meister
- 2001: Deutscher A-Jugendvizemeister

Rot-Weiß Oberhausen
- 2008: Aufstieg in die 2. Bundesliga

Hallescher FC
- 2015: Sachsen-Anhalt-Pokal

Energie Cottbus
- 2017, 2018, 2019: Brandenburgpokal
- 2018: Aufstieg in die 3. Fußball-Liga